# Estação Engenheiro Goulart
A Estação Engenheiro Goulart é uma estação ferroviária pertencente às linhas 12–Safira e 13–Jade da CPTM.
O prédio da Estação Engenheiro Goulart fica localizado no mesmo lugar onde fora construído o prédio antigo, na Avenida Doutor Assis Ribeiro, N°3.500, no bairro de Engenheiro Goulart, distrito de Cangaíba, na Zona Leste de São Paulo. O prédio atual conta com 15 mil metros quadrados e foi oficialmente inaugurado em 4 de agosto de 2017, após três anos de reformas. O prédio original da estação foi fechado em 23 de junho de 2014 e totalmente reconstruído, devido às obras da Linha 13–Jade, que passou a ter esta estação como ponto de partida desde 31 de março de 2018.

## História
A Estação Engenheiro Goulart foi inaugurada em 1 de janeiro de 1934, junto com a Variante de Poá da EFCB. Em 1959, dois trens de passageiros colidiram após o chefe da estação autorizar a partida do trem UP-237, que deveria aguardar a passagem do trem UP-240 na estação. Por causa disso, às 18h20 de 5 de junho de 1959, os dois trens colidiram a oitocentos metros da estação, matando cinquenta passageiros e deixando outros 120 feridos.

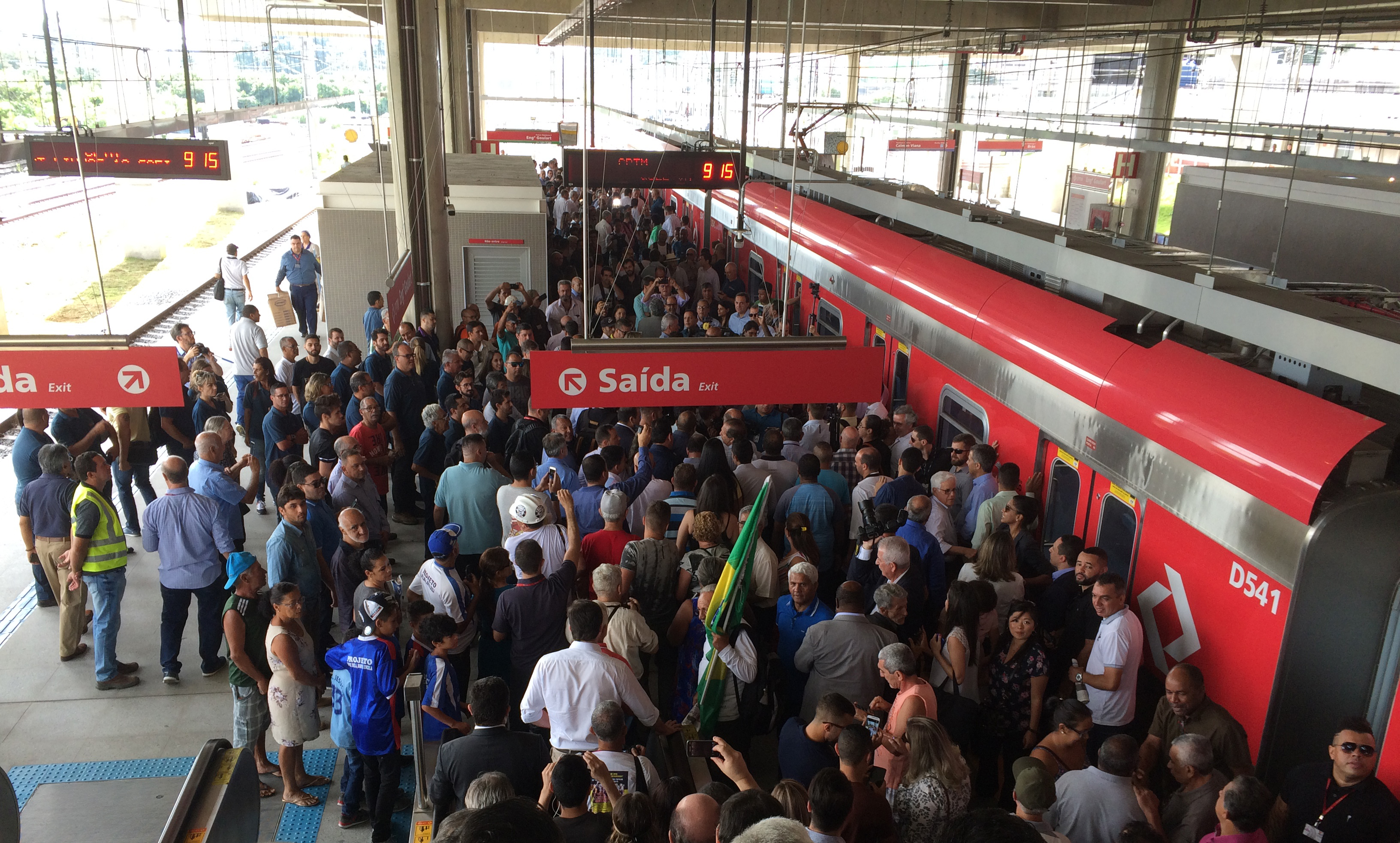
Plataforma de embarque da Linha 13 na Estação Engenheiro Goulart, durante inauguração das operações na linha, em 31 de março de 2018

A estação foi reconstruída pela RFFSA em 1970. Desde 1994 é administrada pela CPTM. Entre 2008 e 2009, a estação passou por uma pequena reforma, que ampliou a cobertura das plataformas. Em 2014 foi desativada e demolida, para ser reconstruída e abrigar as linhas 12–Safira e 13–Jade.
Em 31 de março de 2018, foi inaugurada a Linha 13–Jade, com o embarque na estação de uma comitiva do governador Geraldo Alckmin, rumo à Estação Aeroporto–Guarulhos. Nem todos os trens da Linha 13 param em Engenheiro Goulart, entretanto, pois há um serviço de trens expressos saindo da Estação da Luz a cada hora desde dezembro de 2020, que obedecem parada intermediária somente na próxima estação: Guarulhos-CECAP.

## Características
Estação construída no nível da superfície com duas plataformas centrais adjacentes. Possui duas rampas de acesso, uma delas interligando a estação com a Avenida Doutor Assis Ribeiro e a outra interligando a estação com o Parque Ecológico do Tietê.

## Toponímia
Henrique de Campos Goulart (– 1921) formou-se em Engenharia Civil pela Escola Politécnica do Rio de Janeiro em 1897 Ingressou na Central do Brasil em 1899 como engenheiro praticante. Em 1905 iniciou sua carreira nas oficinas da ferrovia como chefe de depósito de 2ª Classe. Foi promovido para chefe de 1ª Classe em 1911 e alcançou o posto de chefe interino das oficinas do Engenho de Dentro em 1917. Por seu desempenho, foi efetivado no cargo dois anos depois. Sofrendo de neurastenia, foi afastado do cargo para tratamento médico em 1921. Durante uma crise nervosa, cometeu suicídio em 21 de fevereiro de 1921.
A estação foi batizada "Engenheiro Goulart" em sua homenagem.

## Tabela
| Sigla | Estação            | Inauguração                                                                | Integração               | Plataformas | Posição    | Notas                                                                           |
| ----- | ------------------ | -------------------------------------------------------------------------- | ------------------------ | ----------- | ---------- | ------------------------------------------------------------------------------- |
| EGO   | Engenheiro Goulart | 1 de janeiro de 1934 (Linha 12–Safira) 31 de março de 2018 (Linha 13–Jade) | Bilhete Único da SPTrans | Central     | Superfície | Estação construída pela EFCB Reconstruída pela RFFSA e posteriormente pela CPTM |